# الطنطورة (فلم وثائقي)
الطنطورة (بالإنجليزية: Tantura) هو فيلم وثائقي إسرائيلي صدر عام 2022، أخرجه ألون شفارتس، ويتناول الفيلم تحقيقات الباحث تيودور (تيدي) كاتس حول مذبحة الطنطورة التي وقعت خلال حرب 1948.

## خلفية
استند الفيلم إلى البحث الأكاديمي الذي أجراه تيودور كاتس عام 1998 في جامعة حيفا، والذي زعم فيه أن قوات إسرائيلية ارتكبت مذبحة ضد سكان قرية الطنطورة الفلسطينية خلال حرب 1948. وقد أثار بحث كاتس جدلاً واسعًا في إسرائيل وأدى إلى محاكمة أكاديمية وقضائية انتهت بتراجعه تحت ضغوط شديدة، لكنه ظل متمسكًا بمصداقية مصادره.

## محتوى الفيلم
يعيد الفيلم الوثائقي تقديم شهادات الجنود الإسرائيليين الذين شاركوا في احتلال الطنطورة، وشهادات سكان القرية الناجين، كما يعرض أجزاء من تسجيلات كاتس الأصلية التي استخدمها في بحثه. يسلط الفيلم الضوء على التناقض بين السردية الإسرائيلية الرسمية، وشهادات الجنود الذين أقروا بوقوع القتل الجماعي ضد المدنيين الفلسطينيين.

## عرض واستقبال
عُرض الفيلم لأول مرة في مهرجان "صندانس" السينمائي، ولاقى اهتمامًا دوليًا كبيرًا. كما تم عرضه في عدة مهرجانات سينمائية وفعاليات ثقافية، من بينها "مهرجان سيراكيوز للأفلام" و"مهرجان فان لير" في القدس.

## التأثير والجدل
أعاد الفيلم فتح النقاش داخل إسرائيل حول جرائم حرب 1948، واعتُبر مساهمة مهمة في فضح المسكوت عنه في الذاكرة الجماعية الإسرائيلية. أثار الفيلم نقاشات إعلامية وأكاديمية واسعة، وصار مادة نقاش في الصحف مثل نيويورك تايمز وبي بي سي والجزيرة.

## روابط خارجية
- الموقع الرسمي للفيلم
- صفحة الفيلم على IMDb
- مقطع من الفيلم على يوتيوب
- صفحة الفيلم على Rotten Tomatoes